# Sadiq Khan (Zand)

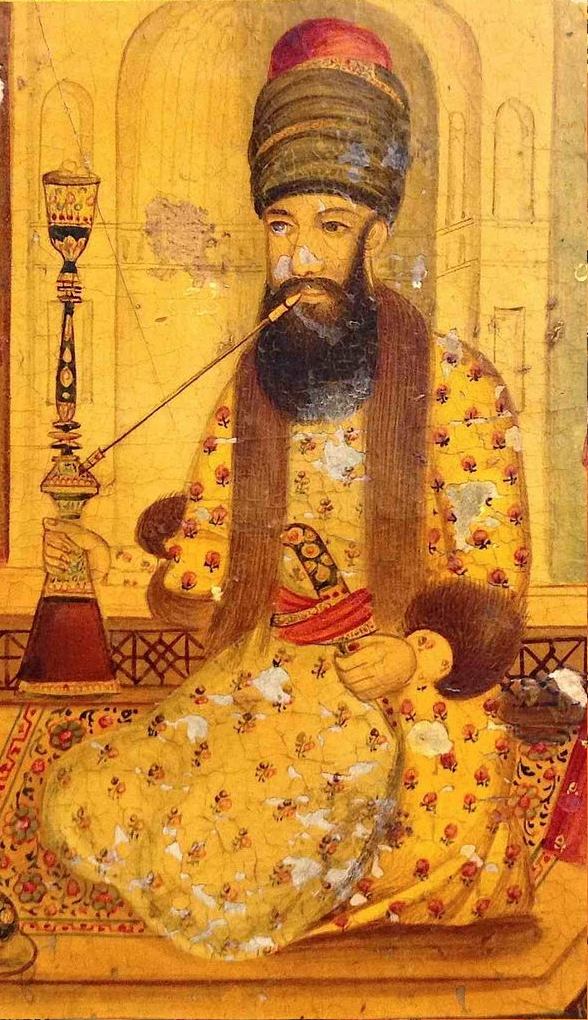
Sadiq Khan Zand

Sadiq Khan Zand (persisch صادق‌خان زند, DMG Ṣādiq-Ḫān Zand; † 1782) war der fünfte Schah der Zand-Dynastie, der Persien vom 22. August 1779 bis zum 14. März 1781 regierte.
Sadiq Khan war der Bruder Karim Khan-e Zands, aber anders als dieser war er für seine Korruption bekannt. Seine Regierungszeit war die Spitze seines politischen Übermuts. Als am 19. Juni 1779 Abol Fath Khan zum Herrscher wurde, war Zaki Khan sein Helfer, mit dem Abol Fath herrschen und überleben konnte. Nach dem Mord an Zaki Khan durch die Bürger Isfahans, wurde er machtlos und viele, die nur auf den richtigen Moment warteten, rebellierten.
Ali Murad Khan, der Befehlshaber der königlichen Armee war und ausgeschickt wurde, einen Kadscharenangriff aus dem Norden abzuwenden, betrog Abol Fath und ließ die Hauptstadt schutzlos zurück. So fiel Sadiq Khan in Schiraz ein und stieß nur auf geringen Widerstand. Am 22. August 1779 plünderte er die Stadt, tötete Abol Fath Khan, nachdem er ihm die Augen ausstechen ließ und erklärte sich zum neuen Schah Persiens.
In der Zwischenzeit hatte Ali Murad Khan Isfahan eingenommen, was mit der militärischen Macht, die er besaß, keine Überraschung war. 1781 überfiel Ali Murad Khan Schiraz und wurde zum neuen Schah Persiens. Dann tötete er Sadiq Khan und die blutigen Nachfolgekonflikte der Zand setzten sich fort.